# 貝特伊利特
貝特伊利特（希伯來語：‎）是約旦河西岸地區的一個以色列定居點，距離耶路撒冷10公里。貝特伊利特始建於1985年，面積4.3平方公里，2012年時人口為43,257。

## 外部連結
- Official site